# Вулиця Степана Бандери (Житомир)
 Ву́лиця Степа́на Банде́ри  — вулиця в Богунському районі, в центральній частині міста Житомир.
Названа на честь борця за волю України Степана Бандери, українського державного та політичного діяча, організатора та керівника ОУН (б).

## Характеристики

### Розташування
Бере початок від вулиці Покровської та прямує на північний схід, паралельно до вулиці Михайла Грушевського, має бічні відгалуження в напрямку вулиці Лесі Українки. Завершується перехрестям з вулицею Хлібною. Перетинається з вулицею Небесної Сотні.
Довжина вулиці — 1000 метрів.
Вулиця пролягає в Старому місті. Розташовується у північній частині Старого міста, що має історичну назву «Новоє Строєніє» («Нова Будова»).

### Забудова
Переважає багатоповерхова житлова забудова. Наявні декілька громадських будівель. Первинна (історична) забудова вулиці (кін. ХІХ ст.) зустрічається поодиноко. На розі з вулицею Небесної Сотні знаходиться пам'ятка архітектури — будівля ремісничого училища, 1914 року побудови, у стилі неоготика.

### Установи та заклади
- № 6 — Будівельний коледж ПНУ
- № 7 — офісний комплекс «Житомир»
- № 8  — філія ДП «Житомирське лісове господарство»

## Історичні відомості

### Історія назви
Історична назва вулиці — Іванівська вулиця, вживалася у другій половині ХІХ ст. та до 1930-х рр.
Після більшовицького перевороту вулицю перейменовано на честь більшовика Василя Чапаєва. 
Відповідно до розпорядження Житомирського міського голови від 19 лютого 2016 року № 112 «Про перейменування топонімічних об'єктів та демонтаж пам'ятних знаків у м. Житомирі», вулиця Чапаєва перейменована на вулицю Степана Бандери.
Під час громадських обговорень щодо перейменування вулиці Чапаєва розглядалась версія надання назви «вулиця Зодчих», однак жителі вулиці більшістю голосів підтримали теперішню назву.

### Історія формування вулиці
Вулиця передбачалася генеральним планом Житомира 1845-1855 років. Згідно з планом мала поєднувати сучасні вулиці Юрка Тютюнника та Східну.
Станом на середину ХІХ століття, вісь проєктної вулиці перетинали: на її початку витягнуті на північний схід садиби Старовільської вулиці, а також церковні землі, що тягнулися від Торговиці (нині майдан Перемоги) до річки Коденки. Остання також перетинала вісь проєктної вулиці, на нинішній території тролейбусного депо № 1. Далі на схід проєктну вулицю перетинали садиби Гончарної вулиці, землі хуторів Гончарного та Хінчанка.
До кінця ХІХ ст. відбулася частина проєктної вулиці, від Олександрівської (нині Юрка Тютюнника) до Хлібної. Здебільшого сформувалася історична забудова вулиці, представлена переважно одноповерховими житловими будинками.
Наприкінці 1960-х років розпочалося багатоповерхове житлове будівництво за типовими проєктами вздовж вулиці. Перший п'ятиповерховий будинок побудовано до 1968 року на розі з нинішньою Покровською вулицею.
У 1960-х роках вулиця стала на квартал меншою, оскільки ділянка між нинішніми вулицями Юрка Тютюнника й Покровською відійшла до території тролейбусного депо №1.
Упродовж 1970-х та 1980-х років формувалася сучасна забудова вулиці, представлена п'яти- дев'ятиповерховими житловими будинками. Більшість історичної забудови вулиці знесено задля нової багатоповерхової забудови. 
До 1995 року тодішня вулиця Чапаєва була значно довшою, оскільки до вулиці Чапаєва було адресовано будинки нової вулиці, що сформувалася у 1950-х — 1960-х роках, брала початок перед вулицею Шелушкова (нині Князів Острозьких) та завершувалася перехрестям зі Східною вулицею. Траса нової ділянки вулиці Чапаєва формувалася з 1950-х років згідно з проєктом середини ХІХ ст., у тому числі на землях колишнього хутора Хінчанка, однак була ізольована від основної частини вулиці Чапаєва існуючою забудовою Хлібної вулиці та Гончарного провулка. У зв'язку з цим, у 1995 році ізольована від основної частини ділянка вулиці Чапаєва виділена в окрему вулицю Монтана. 